# Joseph Fadelle
Mohammed al-Sayyid al-Moussaoui, devenu Joseph Fadelle à la suite de sa conversion au catholicisme, est un écrivain franco-irakien, né en 1964 en Irak au sein d'une famille musulmane chiite.

## Biographie
Il vit en France depuis 2001 et a obtenu la nationalité française.
Il a écrit en 2010 un livre autobiographique, Le Prix à payer (50 000 exemplaires vendus fin 2010) dans lequel il témoigne de sa conversion, analyse Mahomet comme un stratège et non un homme religieux, décrit l'islam comme une prison et sa conversion, comme une libération.
Il déclare témoigner à visage découvert depuis au moins 2013.

### Selon lui-même
Joseph Fadelle écrit dans son livre Le prix à payer qu'il est né en Irak, ainé d'une riche famille de l'aristocratie chiite de son pays, considérée comme descendant de Mahomet par le 7e imam, le clan Moussawi (en). Il déclare avoir fui son pays avec sa femme et ses enfants en raison de la fatwa qui le vise à la suite de sa conversion au catholicisme,. Fadelle raconte que sa conversion a eu lieu à partir d’une conversation avec un chrétien lors de son service militaire, puis d’un rêve et d’une lecture rigoureuse du Coran et de la Bible. Il dit avoir vécu sa conversion en secret pendant de nombreuses années, y compris de sa femme et ses deux enfants, puis a été découvert par sa femme qui l'a suivi dans sa démarche, puis par sa famille, dont certains membres voulaient le mettre à mort. Torturé selon ses dires par le régime politique de Saddam Hussein pendant plusieurs mois à la demande d'un cousin fonctionnaire, il a été relâché après la mort de ce dernier. Il a dû selon lui attendre longtemps pour être baptisé, les autorités religieuses catholiques craignant d'enfreindre la loi irakienne interdisant les conversions. Pour fuir son pays, Joseph Fadelle relate être passé par la Jordanie, où il dit avoir échappé de peu à un assassinat de la part de ses propres frères, et, toujours selon lui, où un fonctionnaire musulman du HCR (Haut-Commissariat des Nations unies pour les Réfugiés) a motivé son refus de l'aider en l'accusant d'avoir gazé des Kurdes.